# Kaulsdorf, Saalfeld-Rudolstadt
Kaulsdorf là một đô thị thuộc huyện Saalfeld-Rudolstadt, trong bang Thüringen, nước Đức. Đô thị Kaulsdorf, Saalfeld-Rudolstadt có diện tích 21,73 km².